# Індійський похід Александра Македонського
Індійський похід — військова експедиція Александра Македонського, що відбулася в 327 році до н. е.

## Передісторія
327 року до н. е. Александр Македонський розпочав похід до Індії. Він вийшов із держави Ахеменідів і рушив у землі, майже невідомі грекам. Про Індію в нього та його супутників були переважно фантастичні відомості. Не було реального уявлення про її розміри, ні про труднощі, пов'язані з її захопленням, ні тим більше про країни, які лежали ще далі на сході. Про існування Китаю греки в IV в. до н. е. навіть не здогадувалися.
Александр Македонський пішов до Індії після завоювання Середньої Азії.

### Причина походу
На такий небезпечний похід Александра штовхали розповіді (іноді сильно перебільшені) про казкові багатства Індії. Крім того, молодому полководцю запаморочили його власні грандіозні успіхи. У мріях Александр бачив себе володарем світу. Його переслідувала нав'язлива ідея дійти до «краю землі», який, як тоді помилково вважали греки, знаходиться десь геть недалеко, обмити свою зброю у водах Великого Східного океану, підкорити собі всю ойкумену (населену сушу).

### Початок походу
Однак похід виявився важчим, ніж очікувалося. Щоправда, спочатку просування війська по долинах Інду та його притоках відбувалося відносно спокійно. Александр зіткнувся як із численними дрібними незалежними царствами, якими керували раджі, так і з племенами, які жили ще в первісних умовах. Деякі раджі добровільно переходили на бік Александра. Але інші ватажки, навпаки, чинили серйозний опір. Особливо багато проблем доставив Александру раджа Пор, що нав'язав йому жорстоку битву на берегах річки Гідаспа (326 рік до н. е.).

### Битва на Гідаспі
Докладніше: Битва на Гідаспі

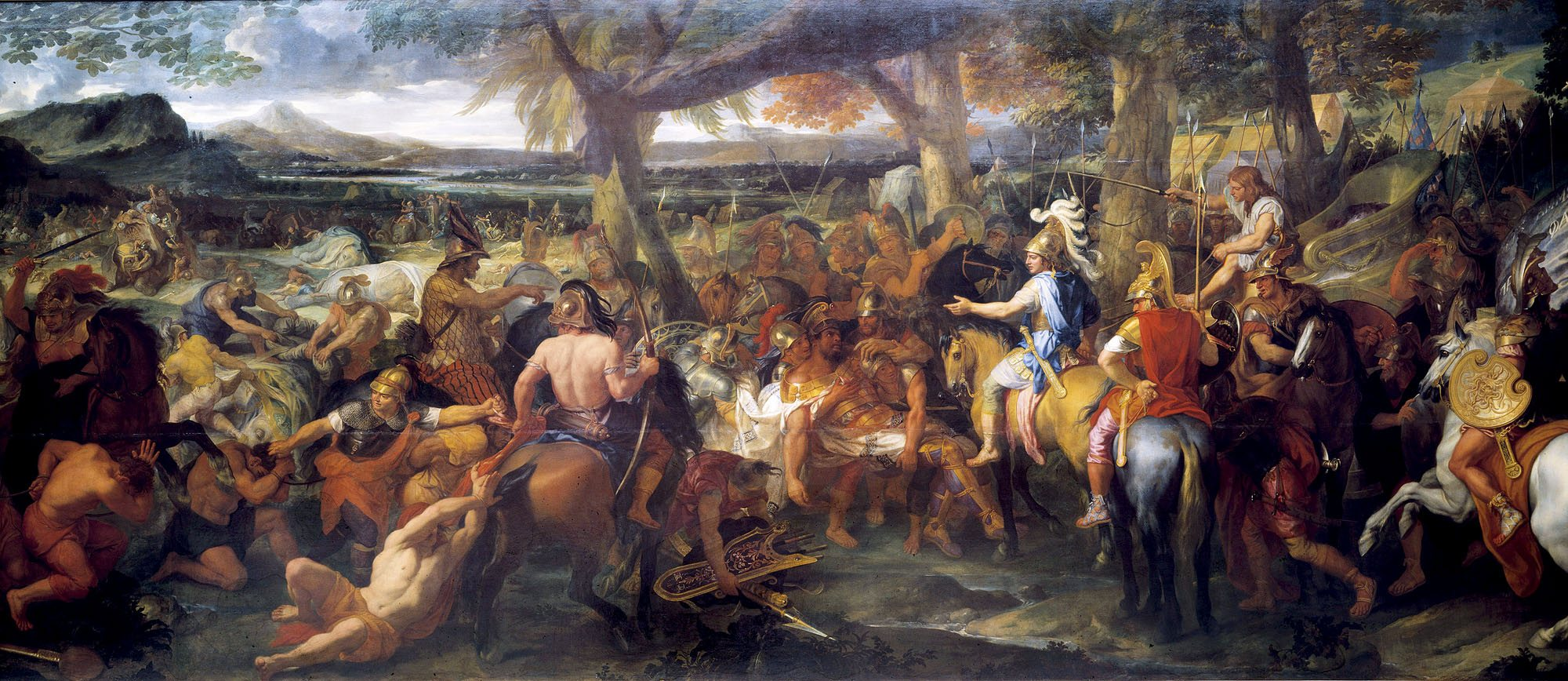
Картина Шарля Лебрена, що зображує Александра та Пора під час битви на Гідапсі.

Притока Інду Гідасп, на протилежних берегах якого розташувалися греко-македонська та індійська армії, був широким і повноводним. Перейти його вбрід було неможливо, тому Александр наказав підготувати кораблі, і навіть використовувати шкіряні мішки, набиті сіном. Однак перенаправлятися через бурхливу річку прямо навпроти сильного ворожого війська було вкрай небезпечно, і Александр зробив обхідний маневр.

#### Тактика Александра
Приблизно за 26 км вище за течією від табору він таємно підготував місце переправи. Туди була під покровом ночі перекинута частина його сил, там же був і сам цар. У призначений день основні війська мали, відволікаючи ворога, імітувати підготовку до посадки на судна. Саме так і сталося. Тим часом Александр зі своїми загонами швидко і непомітно для Пора форсував Гідасп і вдарив по індійських військах з лівого фронту. Його перша атака припала на кінноту та колісниці індійців під командуванням сина Пора. За допомогою своєї кавалерії Александр Македонський розгромив їх. Пор, дізнавшись про це, сам повів більшу частину армії назустріч ворогові. Інші сили греків, скориставшись цим, почали переправу через Гідасп. Вони напали на індійців з тилу, і ті виявилися затиснуті з двох боків у «кліщі». Перед фронтом Пора була лінія бойових слонів. У битві під Гідаспом греки вперше зіткнулися з таким масовим застосуванням цих потужних тварин, яких можна назвати своєрідними «танками» Стародавнього світу. Коні греків боялися слонів, тому в атаку на них було кинуто загони піхотинців. Атака була успішною; ті слони, чиї погоничі були вбиті, стали некерованими, інші були поранені і в сказі топтали своїх воїнів. Врешті-решт противник був повністю розгромлений і утік. Сам Пор, увесь поранений, потрапив у полон.

### Завершення походу
Армія Александра рухалася все далі на схід, переходячи через глибокі річки, прокладаючи шлях у диких тропічних джунглях, і постійно зазнавала набігів місцевих племен. Однак Індія виявилася незрівнянно більшою за розміром, ніж раніше. Ходили чутки про те, що найпотужніші індійські держави (Імперія Нанда та Царство Гангаридай) ще попереду. Самого Александра все це не могло зупинити, але армія була вже змучена.
Воїни, незвичні до індійських кліматичних умов, страждали від тропічних лихоманок, мокли під зливами, гинули від укусів змій та отруйних комах. Зрештою військо збунтувалося і відмовилося переходити через річку Гефасіс перед долиною Ганга і продовжувати похід. Це стало серйозним ударом по самолюбству Александра, але змінити щось було не в його силах. 326 року до н. е., після кількох днів умовлянь полководець наказав збиратися у зворотний шлях. На місці останньої стоянки Александр наказав залишити «табір велетнів» (величезні намети, зброю, стайні та 12 вівтарів).
Підкоривши на зворотному шляху царства Мусікана, Портікана та інших раджів і перейшовши через пустелю Гедросії, Александр Македонський повернувся до Вавилону.